# Piękny kraj
Piękny kraj (ang. God's Own Country) – brytyjski melodramat z 2017 roku w reżyserii Francisa Lee, będący jego pełnometrażowym debiutem. Wyprodukowany został przez wytwórnię Picturehouse Entertainment.
Premiera filmu odbyła się 23 stycznia 2017 podczas Sundance Film Festival. 1 września 2017 obraz trafił do kin na terenie Wielkiej Brytanii. W Polsce premiera filmu odbyła się 22 września 2017.

## Fabuła
Akcja filmu rozgrywa się w hrabstwie West Yorkshire w północnej Anglii. Młody rolnik Johnny Saxby wbrew swojej woli przejął po rodzinie farmę owiec. Mimo że mężczyzna pracuje ciężko od świtu do nocy, wciąż spotyka się z niezadowoleniem ojca i babki. Sfrustrowany, pozbawiony złudzeń Johnny regularnie upija się w jedynym pubie we wsi i uprawia przypadkowy seks. Pewnego dnia na farmę przyjeżdża robotnik do sezonowej pracy, Rumun Gheorghe lonescu. Przystojny chłopak budzi w Johnnym pożądanie, ale potrafi też wnieść w jego życie czułość, jakiej Saxby nigdy wcześniej nie doświadczył.

## Obsada
- Josh O’Connor	jako Johnny Saxby
- Alec Secareanu jako Gheorghe Ionescu
- Gemma Jones jako Deidre Saxby
- Ian Hart jako Martin Saxby
- Liam Thomas jako Glen
- Melanie Kilburn jako Gloria
- Patsy Ferran jako Robyn
- Sarah White jako Joy

## Produkcja
Zdjęcia do filmu kręcono w hrabstwie West Yorkshire, w miejscowościach Keighley, Haworth i Otley.

## Odbiór

### Krytyka w mediach
Film Piękny kraj spotkał się z pozytywnymi recenzjami krytyków. Agregujący recenzje filmowe serwis Rotten Tomatoes, w oparciu o pięćdziesiąt pięć omówień, okazał obrazowi 98-procentowe wsparcie (średnia ocena wyniosła 8,3 na 10). Na portalu Metacritic średnia ocen z 9 recenzji wyniosła 81 punktów na 100.
Sklasyfikowany jako jeden z dziesięciu najlepszych filmów o miłości przez serwis AZN Entertainment.

### Nagrody i nominacje
| Rok  | Miejsce                | Nagroda             | Kategoria                                          | Odbiorcy i nominowani | Wynik     |
| ---- | ---------------------- | ------------------- | -------------------------------------------------- | --------------------- | --------- |
| 2017 | Sundance Film Festival | Nagrody Reżyserskie | Najlepszy zagraniczny reżyser dramatu              | Francis Lee           | Wygrana   |
| 2017 | Sundance Film Festival | Główna Nagroda Jury | Udział w konkursie na najlepszy dramat zagraniczny | Francis Lee           | Nominacja |